# جزیره جنوبی (گناوه)
جزیره جنوبی، روستایی است از توابع بخش ریگ شهرستان گناوه استان بوشهر ایران.

## جمعیت
این روستا در دهستان رودحله قرار دارد و بر اساس سرشماری رسمی در سال ۱۳۹۵ آمار جمعیت آن ۷۴۸ نفر می‌باشد بر همین اساس در سال ۱۳۸۵ آمار جمعیت آن ۶۴۷ نفر (۱۳۳خانوار) بوده‌است.